# Loodkleurige vireo
De loodkleurige vireo (Vireo plumbeus) is een zangvogel uit de familie Vireonidae (vireo's).

## Verspreiding en leefgebied
Deze soort komt voor in Noord- en Midden-Amerika en telt vier ondersoorten:
- V. p. plumbeus: van de westelijk-centrale Verenigde Staten tot zuidwestelijk Mexico.
- V. p. gravis: het oostelijke deel van Centraal-Mexico.
- V. p. notius: Belize.
- V. p. montanus: van zuidelijk Mexico tot Honduras.

## Status
De grootte van de populatie is in 2019 geschat op 3,5 miljoen volwassen vogels. Op de Rode lijst van de IUCN heeft deze soort de status niet bedreigd.